# Дахмен, Аймен
Аймен Дахмен (араб. أيمن دحمان‎; род. 28 января 1997) — тунисский футболист, вратарь саудовского клуба «Аль-Хазм» и национальной сборной Туниса.

## Клубная карьера
16 сентября 2018 года Дахмен дебютировал за «Сфаксьен» в чемпионате Туниса по футболу в матче против «Метлауи», завершившемся победой его команды со счётом 2:0.
11 июня 2023 года Дахмен присоединился к саудовскому клубу «Аль-Хазм», подписав двухлетний контракт.

## Карьера в сборной
Дахмен был вызван в сборную Туниса до 23 лет на матчи квалификации Кубка африканских наций до 23 лет 2019 года.
Дебютировал за взрослую сборную 28 марта 2021 года в матче квалификации Кубка африканских наций 2021 против Экваториальной Гвинеи.
В ноябре 2022 года включён в состав сборной Туниса на чемпионат мира по футболу в Катаре.